# Sidenbin
Sidenbin eller slembin (Colletes) är ett släkte i insektsordningen steklar och överfamiljen bin.

## Beskrivning
Sidenbin har en längd på mellan 7 och 16 millimeter. Kroppen är svartaktig och täckt med brun till gråaktig behåring på mellankroppen. I bakkanten på tergiterna (segmenten på bakkroppens ovansida) har arterna ljusa hårband som ger bakkroppen ett randigt utseende. Antennerna är bakåtböjda på stillasittande individer, och tungan har kluven spets, något som är unikt för släktet.

## Ekologi
Sidenbina är solitära, varje hona gräver ut sina egna bon. Emellertid är det vanligt att flera honor anlägger sina bon i stora kolonier som kan omfatta flera tusen bon. Honan gräver ut sina bon i marken, ofta i solig, sandig mark. Det förekommer också att murbruk eller porös sandsten används för bona. Ett bo innehåller flera larvceller på rad. Honan klär larvcellernas väggar med ett plastliknande, skyddande lager, som består av ett sekret som avsöndas på en spunnen silkeshinna. Sekretet är en naturlig polyester av laktoner från två olika hydroxisyror, som bildas i  den så kallade Dufour-körteln som finns i bakkroppen i anslutning till gadden. Hinnan får ett sidenliknande utseende när sekretet har stelnat, därav det svenska namnet. Honan förser den färdiga cellen med ett lager av pollen och nektar som föda åt larven. Till sist sätter hon fast ägget i cellens tak och försluter denna. 
Sidenbina är ofta oligolektiska, det vill säga de hämtar vanligen nektar och pollen från ett begränsat antal blomarter. De parasiteras av blodbin och filtbin.

## Utbredning
Det finns 8 svenska arter (alla med svenska trivialnamn nedan) varav 2 är rödlistade. I Finland finns det 7 arter (alla de nedanstående med svenska trivialnamn utom hedsidenbi), varav en är rödlistad.
Släktet finns i alla världsdelar utom den australiska regionen, Sydöstasien, Madagaskar och Antarktis. Antalet beskrivna arter är 469 (2012), men man uppskattar totalantalet arter till omkring 700. Av dessa finns 58 arter i Europa.

## Arter
Av de 469 beskrivna arterna har Catalogue of Life listat 462:
- Vårsidenbi	(Colletes cunicularius (Linnaeus, 1761))
- Väggsidenbi (Colletes daviesanus Smith, 1846)
- Florsidenbi (Colletes floralis Eversmann, 1852)
- Hedsidenbi (Colletes fodiens (Fourcroy, 1785)) Nära hotad i Sverige, saknas i Finland
- Finsidenbi (Colletes impunctatus Nylander, 1852)
- Klöversidenbi (Colletes marginatus Smith, 1846) Nära hotad i Sverige, starkt hotad i Finland
- Korgsidenbi (Colletes similis Schenck, 1853)
- Ljungsidenbi (Colletes succinctus (Linnaeus, 1758))
- Saltsidenbi (Colletes halophilus) Verhoeff, 1944
- Colletes abeillei Pérez, 1903
- Colletes aberrans Cockerell, 1897
- Colletes abessinicus Friese, 1915
- Colletes abnormis Kuhlmann, 2007
- Colletes acutiformis Noskiewicz, 1936
- Colletes acutus Pérez, 1903
- Colletes aestivalis Patton, 1879
- Colletes aethiops Cresson, 1868
- Colletes albescens Cresson, 1868
- Colletes albicinctus (Moure, 1943)
- Colletes albohirtus Cockerell, 1946
- Colletes albomaculatus (Lucas, 1849)
- Colletes alfkeni Noskiewicz, 1958
- Colletes alfredjohni Kuhlmann, 2002
- Colletes algarobiae Cockerell, 1900
- Colletes alicularis Noskiewicz, 1936
- Colletes alini Kuhlmann, 2000
- Colletes alocochila Moure, 1956
- Colletes americanus Cresson, 1868
- Colletes anceps Radoszkowski, 1891
- Colletes anchusae Noskiewicz, 1924
- Colletes andrewsi Cockerell, 1906
- Colletes angelicus Cockerell, 1905
- Colletes ankarae Warncke, 1978
- Colletes annae Cockerell, 1897
- Colletes annapurnensis Kuhlmann, 2002
- Colletes annejohnae Kuhlmann, 2003
- Colletes annulicornis Morawitz, 1876
- Colletes antecessus Cockerell, 1932
- Colletes antiguensis Cockerell, 1912
- Colletes arabicus Kuhlmann, 2002
- Colletes araucariae Friese, 1910
- Colletes arenarius Morawitz, 1876
- Colletes aridus Stephen, 1954
- Colletes arizonensis Stephen, 1954
- Colletes armeniacus (Friese, 1921)
- Colletes arsenjevi Kuhlmann, 2006
- Colletes arztbergi Kuhlmann, 2003
- Colletes asiaticus Kuhlmann, 1999
- Colletes askhabadensis Radoszkowski, 1886
- Colletes atacamensis Janvier, 1955
- Colletes atlassus Kuhlmann, 2002
- Colletes atripes Smith, 1854
- Colletes aureocinctus Cockerell, 1946
- Colletes azteka Cresson, 1868
- Colletes azureus Friese, 1912
- Colletes babai Hirashima & Tadauchi, 1979
- Colletes banksi Swenk, 1908
- Colletes beamerorum Stephen, 1954
- Colletes bernadettae Kuhlmann, 2000
- Colletes bhutanicus Kuhlmann, 2003
- Colletes bicolor Smith, 1879
- Colletes bidentulus Noskiewicz, 1936
- Colletes birkmanni Swenk, 1906
- Colletes bischoffi Noskiewicz, 1936
- Colletes biskrensis Noskiewicz, 1936
- Colletes bokkeveldi Kuhlmann, 2007
- Colletes bombiformis Metz, 1910
- Colletes bradleyi Mitchell, 1951
- Colletes brethesi Jörgensen, 1912
- Colletes brevicornis Robertson, 1897
- Colletes brevigena Noskiewicz, 1936
- Colletes brevinodis Vachal, 1909
- Colletes brimleyi Mitchell, 1951
- Colletes brumalis Noskiewicz, 1936
- Colletes bruneri Swenk, 1904
- Colletes brunneitarsis Noskiewicz, 1958
- Colletes bryanti Timberlake, 1951
- Colletes bulbotibialis Stephen, 1954
- Colletes bumeliae Neff, 2004
- Colletes bytinskii Noskiewicz, 1955
- Colletes californicus Provancher, 1895
- Colletes canescens Smith, 1853
- Colletes capensis Cameron, 1905
- Colletes capitatus Metz, 1910
- Colletes cardiurus Cockerell, 1946
- Colletes carinatus Radoszkowski, 1891
- Colletes cariniger Pérez, 1903
- Colletes caskanus (Strand, 1919)
- Colletes caspicus Morawitz, 1874
- Colletes cercidii Timberlake, 1951
- Colletes chalybaeus Friese, 1910
- Colletes chamaesarachae Cockerell, 1897
- Colletes chengtehensis Yasumatsu, 1935
- Colletes ciliatoides Stephen, 1954
- Colletes ciliatus Patton, 1879
- Colletes cinctellus Friese, 1925
- Colletes cinerascens Morawitz, 1894
- Colletes claripes Friese, 1925
- Colletes clarus Jörgensen, 1912
- Colletes clematidis Jörgensen, 1912
- Colletes clypearis Morawitz, 1876
- Colletes clypeatus Mocsáry, 1901
- Colletes clypeonitens Swenk, 1906
- Colletes cognatus Spinola, 1851
- Colletes collaris Dours, 1872
- Colletes comatus Noskiewicz, 1936
- Colletes comberi Cockerell, 1911
- Colletes compactus Cresson, 1868
- Colletes conradti Noskiewicz, 1936
- Colletes consors Cresson, 1868
- Colletes constrictus Pérez, 1903
- Colletes coriandri Pérez, 1895
- Colletes costaricensis Friese, 1916
- Colletes covilleae Timberlake, 1951
- Colletes cretaceus Morawitz, 1876
- Colletes creticus Noskiewicz, 1936
- Colletes cyanescens (Haliday, 1836)
- Colletes cyaneus Holmberg, 1903
- Colletes cyanonitidus Kuhlmann, 2007
- Colletes cyprius Noskiewicz, 1936
- Colletes daleae Cockerell, 1897
- Colletes daourus Warncke, 1978
- Colletes delicatus Metz, 1910
- Colletes delodontus Viereck, 1903
- Colletes dentiventris Dours, 1872
- Colletes denudatus Cockerell, 1946
- Colletes deserticola Timberlake, 1951
- Colletes desertorum Kuhlmann, 2002
- Colletes dilatatus Metz, 1910
- Colletes dimidiatus Brullé, 1840
- Colletes dinizi Kuhlmann, Ortiz & Ornosa, 2001
- Colletes diodontus Benoist, 1958
- Colletes distinctus Cresson, 1868
- Colletes dorni Kuhlmann, 2002
- Colletes dorsalis Morawitz, 1888
- Colletes dubitatus Noskiewicz, 1936
- Colletes dudgeonii Bingham, 1897
- Colletes durbanensis Cockerell, 1919
- Colletes dusmeti Noskiewicz, 1936
- Colletes eardleyi Kuhlmann, 2007
- Colletes eatoni Morice, 1904
- Colletes ebmeri Kuhlmann, 2002
- Colletes edentulus Noskiewicz, 1936
- Colletes elegans Noskiewicz, 1936
- Colletes emaceatus Noskiewicz, 1936
- Colletes eous Morice, 1904
- Colletes esakii Hirashima, 1958
- Colletes escalerai Noskiewicz, 1936
- Colletes eulophi Robertson, 1891
- Colletes eupogonites Moure, 1949
- Colletes everaertae Michener, 1993
- Colletes extensicornis Vachal, 1909
- Colletes fasciatus Smith, 1853
- Colletes fascicularis Cockerell, 1932
- Colletes faurei Cockerell, 1946
- Colletes flaminii Moure, 1956
- Colletes flavicornis Morawitz, 1876
- Colletes formosus Pérez, 1895
- Colletes foveolaris Pérez, 1903
- Colletes fraterculus Noskiewicz, 1936
- Colletes friesei Cockerell, 1918
- Colletes frontalis Metz, 1910
- Colletes fulgidus Swenk, 1904
- Colletes fulvicornis Noskiewicz, 1936
- Colletes fulvipes Spinola, 1851
- Colletes furfuraceus Holmberg, 1886
- Colletes fuscicornis Noskiewicz, 1936
- Colletes fusconotus Cockerell, 1919
- Colletes gallicus Radoszkowski, 1891
- Colletes gandhi Kuhlmann, 2003
- Colletes genalis Friese, 1909
- Colletes gessi Kuhlmann, 2007
- Colletes gigas Cockerell, 1918
- Colletes gilensis Cockerell, 1897
- Colletes gilvus Vachal, 1909
- Colletes glaber Warncke, 1978
- Colletes glycyrrhizae Jörgensen, 1912
- Colletes gorillarum Cockerell, 1932
- Colletes graeffei Alfken, 1900
- Colletes granpiedrensis Genaro, 2001
- Colletes grisellus Michener, 1989
- Colletes griseus (Westwood, 1875)
- Colletes guadalajarensis Metz, 1910
- Colletes guichardi Kuhlmann, 2003
- Colletes gussakowskii Noskiewicz, 1936
- Colletes gypsicolens Cockerell, 1897
- Colletes hakkari Kuhlmann, 2002
- Colletes harreri Kuhlmann, 2002
- Colletes haubrugei Kuhlmann, 2002
- Colletes hederae Schmidt & Westrich, 1993
- Colletes hedini Kuhlmann, 2002
- Colletes hethiticus Warncke, 1978
- Colletes hicaco Genaro, 2003
- Colletes hiekejuniori Kuhlmann, 2003
- Colletes hiekeseniori Kuhlmann, 2003
- Colletes himalayensis Kuhlmann, 2002
- Colletes hirtibasis Cockerell, 1936
- Colletes howardi Swenk, 1925
- Colletes hyalinus Provancher, 1888
- Colletes hylaeiformis Eversmann, 1852
- Colletes idoneus Cockerell, 1922
- Colletes inaequalis Say, 1837
- Colletes inconspicuus Kirby, 1900
- Colletes indicus Kuhlmann, 2003
- Colletes inexpectatus Noskiewicz, 1936
- Colletes infracognitus Cockerell, 1937
- Colletes inornatus Cockerell, 1946
- Colletes integer Noskiewicz, 1936
- Colletes intermixtus Swenk, 1905
- Colletes intricatus Smith, 1879
- Colletes inuncantipedis Neff, 2004
- Colletes iranicus Noskiewicz, 1962
- Colletes issykkuli Kuhlmann, 2003
- Colletes isthmicus Swenk, 1930
- Colletes jankowskyi Radoszkowski, 1891
- Colletes jejunus Noskiewicz, 1936
- Colletes joergenseni Friese, 1910
- Colletes judaicus Noskiewicz, 1955
- Colletes kansensis Stephen, 1954
- Colletes karooensis Kuhlmann, 2007
- Colletes kaszabi Kuhlmann, 2002
- Colletes katharinae Kuhlmann, 2007
- Colletes kerri Moure, 1956
- Colletes kincaidii Cockerell, 1898
- Colletes knersvlaktei Kuhlmann, 2007
- Colletes kozlovi Friese, 1913
- Colletes kudonis Cockerell, 1927
- Colletes lacunatus Dours, 1872
- Colletes laevifrons Morawitz, 1894
- Colletes laevigena Noskiewicz, 1936
- Colletes langeanus Moure, 1956
- Colletes larreae Timberlake, 1951
- Colletes latefasciatus Friese, 1925
- Colletes laticaudus Cockerell, 1946
- Colletes laticeps Friese, 1910
- Colletes laticinctus Timberlake, 1951
- Colletes latipes Friese, 1915
- Colletes latitarsis Robertson, 1891
- Colletes lebedewi Noskiewicz, 1936
- Colletes ligatus Erichson, 1855
- Colletes lineatus Metz, 1910
- Colletes linsleyi Timberlake, 1951
- Colletes longiceps Friese, 1910
- Colletes longifacies Stephen, 1954
- Colletes louisae Cockerell, 1897
- Colletes lucasi Pérez, 1895
- Colletes lucens Vachal, 1909
- Colletes lutzi Timberlake, 1943
- Colletes luzhouensis Kuhlmann, 2007
- Colletes lycii Jörgensen, 1912
- Colletes macconnelli Metz, 1910
- Colletes mackieae Cockerell, 1932
- Colletes maidli Noskiewicz, 1936
- Colletes malleatus Cockerell, 1933
- Colletes malmus (Cameron, 1905)
- Colletes mandibularis Smith, 1853
- Colletes marleyi Cockerell, 1919
- Colletes maroccanus Warncke, 1978
- Colletes mastochila Moure, 1956
- Colletes merceti Noskiewicz, 1936
- Colletes meridionalis Schrottky, 1902
- Colletes metzi Timberlake, 1951
- Colletes mexicanus Cresson, 1868
- Colletes meyeri Noskiewicz, 1936
- Colletes michaelis Cockerell, 1936
- Colletes micheneri Stephen, 1954
- Colletes michenerianus Moure, 1956
- Colletes microdontoides Kuhlmann, 2003
- Colletes microdontus Cockerell, 1937
- Colletes mimincus Cockerell, 1914
- Colletes minutissimus Kuhlmann, 2002
- Colletes minutus Kuhlmann, 2002
- Colletes missionum Cockerell, 1932
- Colletes mitchelli Stephen, 1954
- Colletes mixtus Radoszkowski, 1891
- Colletes mlokossewiczi Radoszkowski, 1891
- Colletes moctezumensis Metz, 1910
- Colletes montacuti Cockerell, 1947
- Colletes montefragus Raw, 1984
- Colletes morawitzi Noskiewicz, 1936
- Colletes moricei Saunders, 1904
- Colletes motaguensis Cockerell, 1912
- Colletes mourei Kuhlmann, 1999
- Colletes murinus Friese, 1900
- Colletes musculus Friese, 1910
- Colletes nanaeformis Noskiewicz, 1959
- Colletes nanellus Cockerell, 1944
- Colletes nanus Friese, 1898
- Colletes nasutus Smith, 1853
- Colletes nautlanus Cockerell, 1899
- Colletes neoqueenensis Friese, 1910
- Colletes nieuwoudtvillei Kuhlmann, 2007
- Colletes niger Swenk, 1904
- Colletes nigricans Gistel, 1857
- Colletes nigrifrons Titus, 1900
- Colletes nigritulus Friese, 1910
- Colletes nitescens Timberlake, 1951
- Colletes nitidicollis Friese, 1900
- Colletes niveatus Kuhlmann, 2002
- Colletes noskiewiczi Cockerell, 1942
- Colletes nudus Robertson, 1898
- Colletes obscurus Friese, 1925
- Colletes ochraceus Swenk, 1906
- Colletes omanus Kuhlmann, 2003
- Colletes opacicollis Friese, 1909
- Colletes opacus Friese, 1925
- Colletes ornatus Schrottky, 1903
- Colletes ottomanus Noskiewicz, 1958
- Colletes pallescens Noskiewicz, 1936
- Colletes pallipes Noskiewicz, 1936
- Colletes panamensis Michener, 1954
- Colletes paniscus Viereck, 1903
- Colletes parafodiens Friese, 1925
- Colletes paratibeticus Kuhlmann, 2002
- Colletes patagonicus Schrottky, 1907
- Colletes patellatus Pérez, 1905
- Colletes pauljohni Kuhlmann, 2002
- Colletes penulatus Noskiewicz, 1936
- Colletes perezi Morice, 1904
- Colletes perforator Smith, 1869
- Colletes perileucus Cockerell, 1924
- Colletes perplexus Smith, 1879
- Colletes persicus Warncke, 1979
- Colletes peruvicus Cockerell, 1913
- Colletes petalostemonis Swenk, 1906
- Colletes petropolitanus Dalla Torre, 1897
- Colletes phaceliae Cockerell, 1906
- Colletes phenax Cockerell, 1946
- Colletes pinnatus Vachal, 1909
- Colletes platycnema Snelling, 1975
- Colletes plebeius Cockerell, 1946
- Colletes plumulosus Noskiewicz, 1936
- Colletes pollinarius Noskiewicz, 1936
- Colletes popovi Noskiewicz, 1936
- Colletes productus Robertson, 1891
- Colletes prosopidis Cockerell, 1897
- Colletes pseudocinerascens Noskiewicz, 1936
- Colletes pseudojejunus Noskiewicz, 1959
- Colletes pseudolaevigena Kuhlmann, 2002
- Colletes pulchellus Pérez, 1903
- Colletes pumilus Morice, 1904
- Colletes punctatus Mocsary, 1877
- Colletes punctipennis Cresson, 1868
- Colletes quadrigenis Vachal, 1909
- Colletes radoszkowskii Noskiewicz, 1936
- Colletes ravulus Noskiewicz, 1936
- Colletes recurvatus Metz, 1910
- Colletes reginae Cockerell, 1946
- Colletes reinigi Noskiewicz, 1936
- Colletes restingensis Noskiewicz, 1936
- Colletes reticulatus (Cameron, 1897)
- Colletes rhodaspis Cockerell, 1909
- Colletes robertsonii Dalla Torre, 1896
- Colletes roborovskyi Friese, 1913
- Colletes rohweri Cockerell, 1919
- Colletes rothschildi Vachal, 1909
- Colletes rozeni Kuhlmann, 2005
- Colletes rubellus Noskiewicz, 1936
- Colletes rubicola Benoist, 1942
- Colletes rubripes Noskiewicz, 1936
- Colletes rubrovittatus Cockerell, 1946
- Colletes rudis Timberlake, 1951
- Colletes ruficollis Friese, 1925
- Colletes rufipes Smith, 1879
- Colletes rufitarsis Friese, 1909
- Colletes rufocinctus Cockerell, 1929
- Colletes rufosignatus Cockerell, 1918
- Colletes rufotibialis Friese, 1909
- Colletes rugicollis Friese, 1900
- Colletes rutilans Vachal, 1909
- Colletes salicicola Cockerell, 1897
- Colletes salsolae Cockerell, 1934
- Colletes sanctus Cockerell, 1910
- Colletes saritensis Stephen, 1954
- Colletes schmidi Noskiewicz, 1962
- Colletes schrottkyi Jörgensen, 1912
- Colletes schultzei Friese, 1909
- Colletes schwarzi Kuhlmann, 2002
- Colletes scopiventer Swenk, 1908
- Colletes seitzi Alfken, 1900
- Colletes sellatus Morawitz, 1894
- Colletes seminitens Cockerell, 1919
- Colletes seminitidus Spinola, 1851
- Colletes senilis (Eversmann, 1852)
- Colletes sichuanensis Kuhlmann, 2007
- Colletes sidemii Radoszkowski, 1891
- Colletes sierrensis Frey-Gessner, 1903
- Colletes simulans Cresson, 1868
- Colletes simus Pérez, 1903
- Colletes skinneri Viereck, 1903
- Colletes skorikowi Noskiewicz, 1936
- Colletes slevini Cockerell, 1925
- Colletes sodalis (Cameron, 1897)
- Colletes solidaginis Swenk, 1906
- Colletes solitarius Timberlake, 1951
- Colletes somereni Cockerell, 1947
- Colletes sordescens Cockerell, 1933
- Colletes sororcula Cockerell, 1936
- Colletes speculiferus Cockerell, 1927
- Colletes sphaeralceae Timberlake, 1951
- Colletes spilopterus Cockerell, 1917
- Colletes squamosus Morawitz, 1878
- Colletes squamulosus Noskiewicz, 1936
- Colletes stachi Noskiewicz, 1958
- Colletes standfussi Kuhlmann, 2003
- Colletes steinbachi Friese, 1910
- Colletes stellatus Cockerell, 1946
- Colletes stepheni Timberlake, 1958
- Colletes striginasis Vachal, 1909
- Colletes subdilatatus Metz, 1910
- Colletes submarginatus Cresson, 1865
- Colletes subnitens Noskiewicz, 1936
- Colletes sulcatus Vachal, 1909
- Colletes susannae Swenk, 1925
- Colletes swenki Stephen, 1954
- Colletes tadschikus Kuhlmann, 2002
- Colletes taiwanensis Dubitzki & Kuhlmann, 2004
- Colletes tardus Noskiewicz, 1936
- Colletes tectiventris Timberlake, 1951
- Colletes testaceipes Friese, 1909
- Colletes texanus Cresson, 1872
- Colletes thoracicus Smith, 1853
- Colletes thysanellae Mitchell, 1951
- Colletes tibeticus Kuhlmann, 2002
- Colletes timberlakei Stephen, 1954
- Colletes tinctulus Cockerell, 1937
- Colletes tingoensis Cockerell, 1926
- Colletes titusensis Mitchell, 1951
- Colletes tomentosus Friese, 1910
- Colletes transitorius Noskiewicz, 1936
- Colletes trigonatus Cockerell, 1933
- Colletes tuberculatus Morawitz, 1894
- Colletes tuberculiger Noskiewicz, 1936
- Colletes tulbaghensis Kuhlmann, 1998
- Colletes turgiventris Timberlake, 1951
- Colletes ulrikae Kuhlmann, 2002
- Colletes uralensis Noskiewicz, 1936
- Colletes utilis Cockerell, 1897
- Colletes vachali Jörgensen, 1912
- Colletes wacki Kuhlmann, 2002
- Colletes wahisi Kuhlmann, 2002
- Colletes wahrmani Noskiewicz, 1959
- Colletes validus Cresson, 1868
- Colletes vandykei Timberlake, 1951
- Colletes warnckei Kuhlmann, 2002
- Colletes watmoughi Kuhlmann, 2007
- Colletes weiski Friese, 1912
- Colletes westghats Kuhlmann, 2003
- Colletes wickhami Timberlake, 1943
- Colletes willistoni Robertson, 1891
- Colletes wilmattae Cockerell, 1904
- Colletes virgatus Vachal, 1904
- Colletes wolfi Kuhlmann, 1999
- Colletes wollmanni Noskiewicz, 1936
- Colletes volsellatus Metz, 1910
- Colletes wootoni Cockerell, 1897
- Colletes xerophilus Timberlake, 1951
- Colletes xuechengensis Kuhlmann, 2007
- Colletes yemensis Noskiewicz, 1929
- Colletes zuluensis Friese, 1925
- Colletes zygophyllum Kuhlmann, 2007